# Torneo de las Seis Naciones 2024
El Torneo de las Seis Naciones Guinness 2024 fue la 130.ª edición de la competición entre selecciones nacionales de rugby más importante del hemisferio norte. Se disputó entre el 2 de febrero y el 16 de marzo de 2024.
Es la edición 25 desde que se amplió para convertirse en el Seis Naciones en 2000 y Les Bleus jugaron fuera de su sede habitual, el Estadio de Francia, ya que estaba previsto que el recinto se preparara para su uso en los Juegos Olímpicos de París 2024.

## Participantes
| País       | Estadio               | Estadio   | Estadio   | Entrenador      | Capitán          |
| País       | Recinto               | Capacidad | Ciudad    | Entrenador      | Capitán          |
| ---------- | --------------------- | --------- | --------- | --------------- | ---------------- |
| Escocia    | Estadio Murrayfield   | 67.144    | Edimburgo | Gregor Townsend | Finn Russell     |
| Francia    | Stade Vélodrome       | 67.894    | Marsella  | Fabien Galthié  | Grégory Alldritt |
| Gales      | Estadio Millennium    | 74.500    | Cardiff   | Warren Gatland  | Dafydd Jenkins   |
| Inglaterra | Estadio de Twickenham | 82.000    | Londres   | Steve Borthwick | Jamie George     |
| Irlanda    | Estadio Aviva         | 51.700    | Dublín    | Andy Farrell    | Peter O'Mahony   |
| Italia     | Estadio Olímpico      | 73.261    | Roma      | Gonzalo Quesada | Michele Lamaro   |

## Reglamento
Como desde la edición de 2017, el sistema de puntos fue: 4 por victoria, 2 por empate y 0 por derrotas. Además de puntos adicionales de bonificación: 1 ofensivo por anotar cuatro o más ensayos y 1 defensivo si se era derrotado por siete, o menos, puntos de diferencia.

### Desempate
Si dos o más selecciones estaban empatadas en puntos, el equipo con la mejor diferencia de puntos (puntos anotados menos puntos concedidos) se clasificó más alto.
- Si el desempate anterior no lograba separar a los equipos empatados, el que anotó mayor número de tries (incluidos los try penal) se clasificó más alto.

Si dos o más equipos permanecían empatados después de aplicar los desempates anteriores, esos equipos se colocarían en el mismo rango; si el torneo había concluido y más de un equipo se colocaba primero, entonces el título sería compartido entre ellos.

## Tabla de posiciones
| Pos. | País       | Partidos | Partidos | Partidos | Partidos | Puntos | Puntos | Puntos | Puntos Bonus | Puntos Bonus | Puntos Bonus | Puntos totales |
| Pos. | País       | J        | G        | E        | P        | PF     | PC     | PD     | Tries        | Derrota      | GS           | Puntos totales |
| ---- | ---------- | -------- | -------- | -------- | -------- | ------ | ------ | ------ | ------------ | ------------ | ------------ | -------------- |
| 1    | Irlanda    | 5        | 4        | 0        | 1        | 144    | 60     | 84     | 3            | 1            | 0            | 20             |
| 2    | Francia    | 5        | 3        | 1        | 1        | 128    | 122    | 6      | 1            | 0            | 0            | 15             |
| 3    | Inglaterra | 5        | 3        | 0        | 2        | 118    | 123    | -5     | 1            | 1            | 0            | 14             |
| 4    | Escocia    | 5        | 2        | 0        | 3        | 115    | 115    | 0      | 1            | 3            | 0            | 12             |
| 5    | Italia     | 5        | 2        | 1        | 2        | 92     | 126    | -34    | 0            | 1            | 0            | 11             |
| 6    | Gales      | 5        | 0        | 0        | 5        | 92     | 143    | -51    | 1            | 3            | 0            | 4              |

## Partidos
BO: Punto de bonificación ofensivo.
BD: Punto de bonificación defensivo.

### Primera fecha
| viernes, 2 de febrero de 2024 | Francia                                                                             | 17 – 38 BO | Irlanda | Stade Vélodrome, Marsella                                |                                                          |
| 21:00 (CET)                   | Tries Penaud 39' Gabrillagues 52' Conversiones Ramos (2) 40+1', 52' Penal Ramos 26' |            | Tries 15' Gibson-Park 29' Beirne 45' Nash 61' Sheehan 77' Kelleher Conversiones 17', 30', 46', 62', 78' (5) Crowley Penal 6' Crowley | Asistencia: 65.000 espectadores Árbitro(s): Karl Dickson | Asistencia: 65.000 espectadores Árbitro(s): Karl Dickson |

| sábado, 3 de febrero de 2024 | Italia | BD 24 – 27 | Inglaterra                                                                               | Estadio Olímpico, Roma                                    |                                                           |
| 15:15 (CET)                  | Tries A. Garbisi 10' Allan 25' Ioane 80+4' Conversiones Allan (2) 12', 26' P. Garbisi 80+5' Penal Allan 4' |            | Tries 19' Daly 44' Mitchell Conversión 45' Ford Penales 15', 32', 37', 53', 66' (5) Ford | Asistencia: 57.000 espectadores Árbitro(s): Paul Williams | Asistencia: 57.000 espectadores Árbitro(s): Paul Williams |

| sábado, 3 de febrero de 2024 | Gales                                                                                  | BO BD 26 – 27 | Escocia | Estadio Millennium, Cardiff                              |                                                          |
| 16:45 (UTC)                  | Tries Botham 47' Dyer 52' Wainwright 60' Mann 68' Conversiones Lloyd (3) 53', 61', 69' |               | Tries 10' Schoeman 29', 42' Van der Merwe Conversiones 11', 30', 43' (3) Russell Penales 6', 22' (2) Russell | Asistencia: 74.500 espectadores Árbitro(s): Ben O'Keeffe | Asistencia: 74.500 espectadores Árbitro(s): Ben O'Keeffe |

### Segunda fecha
| sábado, 10 de febrero de 2024 | Escocia                                                              | BD 16 – 20 | Francia                                                                                        | Estadio Murrayfield, Edimburgo                        |                                                       |
| 15:15 (UTC)                   | Try White 7' Conversión Russell 8' Penales Russell (3) 21', 29', 57' |            | Tries 30' Fickou 69' Bielle-Biarrey Conversiones 32', 71' (2) Ramos Penales 11', 76' (2) Ramos | Asistencia: 67.144 espectadores Árbitro(s): Nic Berry | Asistencia: 67.144 espectadores Árbitro(s): Nic Berry |

| sábado, 10 de febrero de 2024 | Inglaterra                                            | 16 – 14 BD | Gales                                             | Estadio de Twickenham, Twickenham                         |                                                           |
| 17:45 (UTC)                   | Tries Earl 19' Dingwall 62' Penales Ford (2) 47', 71' |            | Tries 16' Try penal 37' Mann Conversión 38' Lloyd | Asistencia: 81.596 espectadores Árbitro(s): James Doleman | Asistencia: 81.596 espectadores Árbitro(s): James Doleman |

| domingo, 11 de febrero de 2024 | Irlanda                                                                                                   | BO 36 – 0 | Italia | Estadio Aviva, Dublín                                   |                                                         |
| 16:00 (UTC)                    | Tries Crowley 7' Sheehan 23', 49' Conan 36' Lowe 61' Nash 77' Conversiones Crowley (2) 24', 38' Byrne 78' |           |        | Asistencia: 51.000 espectadores Árbitro(s): Luke Pearce | Asistencia: 51.000 espectadores Árbitro(s): Luke Pearce |

### Tercera fecha
| 24 de febrero de 2024 | Irlanda                            | BO 31 – 7 | Gales                          | Estadio Aviva, Dublín                                |                                                      |
| 14:15 (UTC)           | Tries Conversiones (2) Penales (2) |           | Tries Conversiones (2) Penales | Asistencia: ? espectadores Árbitro(s): Andrea Piardi | Asistencia: ? espectadores Árbitro(s): Andrea Piardi |

| 24 de febrero de 2024 | Escocia                            | 30 – 21 | Inglaterra                     | Estadio Murrayfield, Edimburgo                      |                                                     |
| 16:45 (UTC)           | Tries Conversiones (2) Penales (2) |         | Tries Conversiones (2) Penales | Asistencia: ? espectadores Árbitro(s): Andrew Brace | Asistencia: ? espectadores Árbitro(s): Andrew Brace |

| 25 de febrero de 2024 | Francia                            | 13 – 13 | Italia                         | Estadio Pierre-Mauroy, Villeneuve-d'Ascq                 |                                                          |
| 16:00 (CET)           | Tries Conversiones (2) Penales (2) |         | Tries Conversiones (2) Penales | Asistencia: ? espectadores Árbitro(s): Christophe Ridley | Asistencia: ? espectadores Árbitro(s): Christophe Ridley |

### Cuarta fecha
| 9 de marzo de 2024 | Italia | 31 – 29 BO BD | Escocia | Estadio Olímpico, Roma |  |

| 9 de marzo de 2024 | Inglaterra | 23 – 22 BD | Irlanda | Estadio de Twickenham, Twickenham |  |

| 10 de marzo de 2024 | Gales | 24 – 45 BO | Francia | Estadio Millennium, Cardiff |  |

### Quinta fecha
| 16 de marzo de 2024 | Gales | BD 21 – 24 | Italia | Estadio Millennium, Cardiff |  |

| 16 de marzo de 2024 | Irlanda                            | 17 – 13 BD | Escocia                        | Estadio Aviva, Dublín                                 |                                                       |
| 16:45 (UTC)         | Tries Conversiones (2) Penales (2) |            | Tries Conversiones (2) Penales | Asistencia: ? espectadores Árbitro(s): Matthew Carley | Asistencia: ? espectadores Árbitro(s): Matthew Carley |

| 16 de marzo de 2024 | Francia | 33 – 31 BO BD | Inglaterra | Parc Olympique Lyonnais, Décines-Charpieu |  |

## Premios especiales
- Grand Slam: No otorgada
- Triple Corona: No otorgada
- Copa Calcuta:  Escocia
- Millennium Trophy:  Inglaterra
- Centenary Quaich:  Irlanda
- Trofeo Garibaldi: No otorgada
- Trofeo Auld Alliance:  Francia
- Copa Doddie Weir:  Escocia
- Cuttitta Cup:  Italia
- Cuchara de madera:  Gales